# کورس ماراتون المپیک ۲۰۱۲

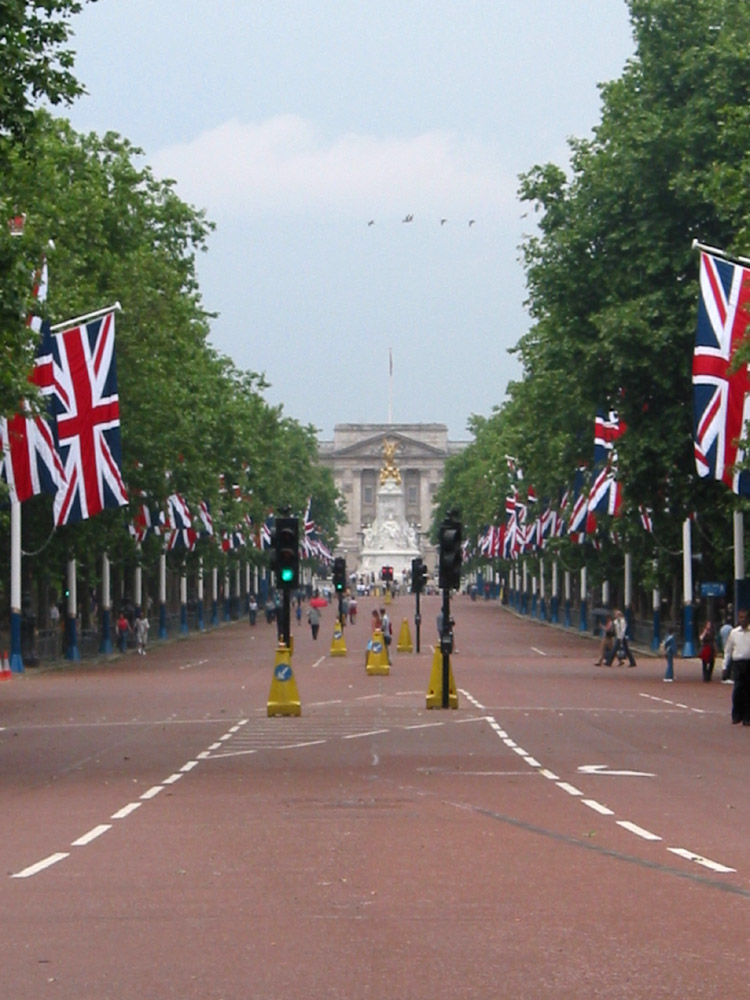
بخشی از مسیر در نظر گرفته‌شده برای مسابقه ماراتون

 کورس ماراتون المپیک ۲۰۱۲  (به انگلیسی: 2012 Olympic Marathon Course) ورزشگاهی طراحی شده برای مسابقات ماراتون مردان و زنان بازی‌های المپیک تابستانی ۲۰۱۲ لندن است.
مسیر اصلی از تاور بریج شروع و در ورزشگاه المپیک (لندن) به پایان میرسد. عبور از کنار نقاط تاریخی و مهم شهر لندن مانند برج لندن، کلیسای وست‌مینستر، کاخ باکینگهام، میدان ترافالگار و کلیسای جامع سنت پل در مسیر این مسابقات دو و میدانی در نظر گرفته شده است، در سومین دور مسابقه ورزشکاران به سمت المپیک پارک لندن رفته و رقابت در ورزشگاه المپیک به پایان میرسد.